# 崔真
崔真（?—?），博陵郡安平县（今河北省衡水市安平县）人，出自博陵崔氏的博陵第二房，唐朝官员，唐睿宗的驸马。
崔真曾祖父袁州刺史崔茂。祖父合州刺史崔珽。父亲國子司業崔令欽。崔真娶唐睿宗和肃明皇后所生的嫡女寿昌公主，拜駙馬都尉。